# Jayson Leutwiler
Jayson William Leutwiler (ur. 25 kwietnia 1989 w Neuchâtel) – kanadyjski piłkarz pochodzenia szwajcarskiego występujący na pozycji bramkarza, reprezentant Kanady.
Posiada pochodzenie kanadyjskie ze strony matki.